# Aphonopelma caniceps
Aphonopelma caniceps là một loài nhện trong họ Theraphosidae.
Loài này thuộc chi Aphonopelma. Aphonopelma caniceps được Eugène Simon miêu tả năm 1891.